# Saint Rose (Illinois)
Saint Rose est un village du comté de Clinton dans l'Illinois, aux États-Unis. Il est incorporé le 8 novembre 2016.

## Source de la traduction
- (en) Cet article est partiellement ou en totalité issu de l’article de Wikipédia en anglais intitulé « Saint Rose, Illinois » (voir la liste des auteurs).